# Fusako Kodama
Fusako Kodama (児玉 房子, Kodama Fusako, née en 1945) est une photographe japonaise, lauréate du « prix annuel » de l'édition 1993 du prix de la Société de photographie du Japon.

## Biographie
Née à Wakayama dans la préfecture de Wakayama en 1945, Kodama est diplômée de l'école de design de Kuwasawa en 1967,. Puis elle travaille pour une société nommée « Le Mars » (ル・マルス).
En 1990 Grafication, un magazine de relations publiques de Fuji Xerox, publie une série de clichés de Kodama plus tard réunis dans son premier album, Criteria. Avec sa représentation de centrales nucléaires et d'autres scènes de la technologie de pointe, ce livre est largement reconnu comme un document remarquable.
Suivent des représentations de la vie des rues dans la métropole dans l'album Tokyo Kinetic et différentes expositions. En 1993, Kodama remporte le prix annuel de la Société photographique du Japon. Du mois d'avril 1993 au mois de mars 1995, le magazine Asahi Camera publie une de ses séries, Tokyo Cruising.

## Expositions

### Expositions solo
- Kuraiteria (クライテリア?) / Criteria[5].
- Tōkyō Kinetikku (東京キネティック?). Ginza Salon Nikon, 1992[2].
- Tokyo Photographs[5].
- Hanazakari no koro : Machi no hitobito (花ざかりの頃・街の人々?)[5].
- Tōkyō kōgai (東京郊外?). Gallery Art Graph, 1997[2].
- Kibō no genzai (「希望」の現在?). Salon Nikon d'Osaka, juillet 2007[5].

### Expositions de groupe
- 11-nin no Itaria, Nihon no shashinka-ten (11人のイタリア・日本の写真家展?). Istituto Italiano di Cultura di Tokyo Kuwasawa Design School. Consulté le 12 mars 2013.
- About Big Cities. Neue Gesellschaft für Bildende Kunst (Berlin), 1993[5].
- Josei-shashinka no manazashi, 1945-1997 (女性写真家のまなざし 1945〜1997?). Musée métropolitain de photographie de Tokyo, 1998[5].

## Collections
Le musée métropolitain de photographie de Tokyo possède vingt tirages de Kodama de Tokyo et de la baie de Tokyo, datant de 1970 à 1977.

## Albums de Kodama
- Kuraiteria : Kodama Fusako shashinshū (クライテリア 児玉房子写真集?) / Criteria. Tokyo: IPC, 1990.  (ISBN 4871988295). Photographies en couleur, légendes et textes en japonais et anglais. Japan as a high-tech society. (Onze des photographies représentent la Centrale nucléaire de Fukushima no 2.)
- Sennen-go niwa: Tōkyō : Kodama Fusako shashinshū (千年後には・東京 児玉房子写真集?) / Tokyo Kinetic. Tokyo : Gendai Shokan, 1992.  (ISBN 4768477194). Vues en noir et blanc de Tokyo; texte uniquement en japonais.

## Vidéo
En compagnie de Miho Akioka, Ishiuchi Miyako, Yuri Nagahara, Hiroko Matsuo et Michiko Matsumoto, Kodama intervient dans la vidéo 6 works and 6 artists.